# Diego Santis
Diego Rolando Santis Cayax (ur. 13 lipca 2002 w Mazatenango) – gwatemalski piłkarz występujący na pozycji prawego obrońcy, reprezentant Gwatemali, od 2024 roku zawodnik Antigui GFC.
Jest synem Óscara Santisa oraz bratem Óscara Santisa jr., również piłkarzy.